# Ajos Wasilios (Cypr)
Ajos Wasilios (gr. Άγιος Βασίλειος, tur. Türkeli) – wieś na Cyprze, w dystrykcie Nikozja.